# نانسي أوديل
نانسي اوديل (بالإنجليزية: Nancy O'Dell)‏ (من مواليد 25 فبراير 1966)، هي مذيعه برنامج at وبالعربى (ايه تى) شاركت في مسلسل هانا مونتانا كضيفه شرف وشاركت في العديد من المسلسلات كضيفه شرف والا هي مذيعه ناجحه على التلفزيون والسجادة الحمراء.
تزوجت أوديل مرتين: الأولى من ريتشارد أوديل في الفترة من 1995-2004، والثانية من كيث زوبشيفيتش في يونيو 2005.

## قضية التحرش الجنسي
في أكتوبر 2016، وقبل شهر واحد من الإنتخابات الرئاسية الأمريكية، تسرب تسجيل فيديو يعود إلى العام 2005، للمرشح عن الحزب الجمهوري، دونالد ترامب، يتحدث فيه عن محاولته لإغواء لإمرأة متزوجة، تبين فيما بعد أنها نانسي أوديل، بهدف إقامة علاقة حميمية معها. وجاء تسريب الفيديو، الذي سجّل بدون علمه، من قبل صحيفة واشنطن بوست، وذلك قبل يومين من المناظرة الثانية بين دونالد ترامب ومنافسته هيلاري كلينتون، يتحدث فيه ترامب لمقدم برنامج الوصول إلى هوليوود، بيلي بوش، أثناء وجودهما في حافلة قبل عرض البرنامج، كلاماً فاضحا يشير إلى سلوك اقرب إلى المضايقة الجنسية، مشيراً إلى أنه ذهب مع نانسي أوديل إلى متجر لبيع الأثاث، وأخفق في اغوائها لإقامة علاقة حميمية معها، ثم شرع يصف التحولات الجسدية التي حدثت لها في فترة لاحقة بألفاظ غاية في البذاءة في إشارة إلى فقدها لجانب من جمالها السابق، كما وأضاف بأن المشاهير يستطيعون أن يفعلوا ما يرغبون مع النساء. من جهته لم ينقض ترامب صحته، بل قام بعد ساعات بتقديم اعتذارات في تسجيل فيديو مصور وزع على الصحافة، واصفاً انتشار الفيديو بأنه «وسيلة لتحويل الاهتمام». ونأى العديد من كبار شخصيات الحزب الجمهوري على الفور بأنفسهم عن المرشح، وفي طليعتهم رئيس مجلس النواب بول راين الذي أبدى «اشمئزازه» للكلام الوارد في الفيديو.

## روابط خارجية
- نانسي اوديل على موقع IMDb (الإنجليزية)
- نانسي اوديل على موقع إن إن دي بي (الإنجليزية)
- نانسي اوديل على موقع قاعدة بيانات الفيلم (الإنجليزية)